# Trufanowo (rejon wołogodzki)
Trufanowo (ros. Труфаново) – wieś w Rosji, w rejonie wołogodzkim obwodu wołogodzkiego. W 2010 r. liczyła 14 mieszkańców.